# GMC T/F
GMC T/F – samochód dostawczo-osobowy typu pickup klasy wyższej produkowany pod amerykańską marką GMC w latach 1937–1939. 

## Historia i opis modelu

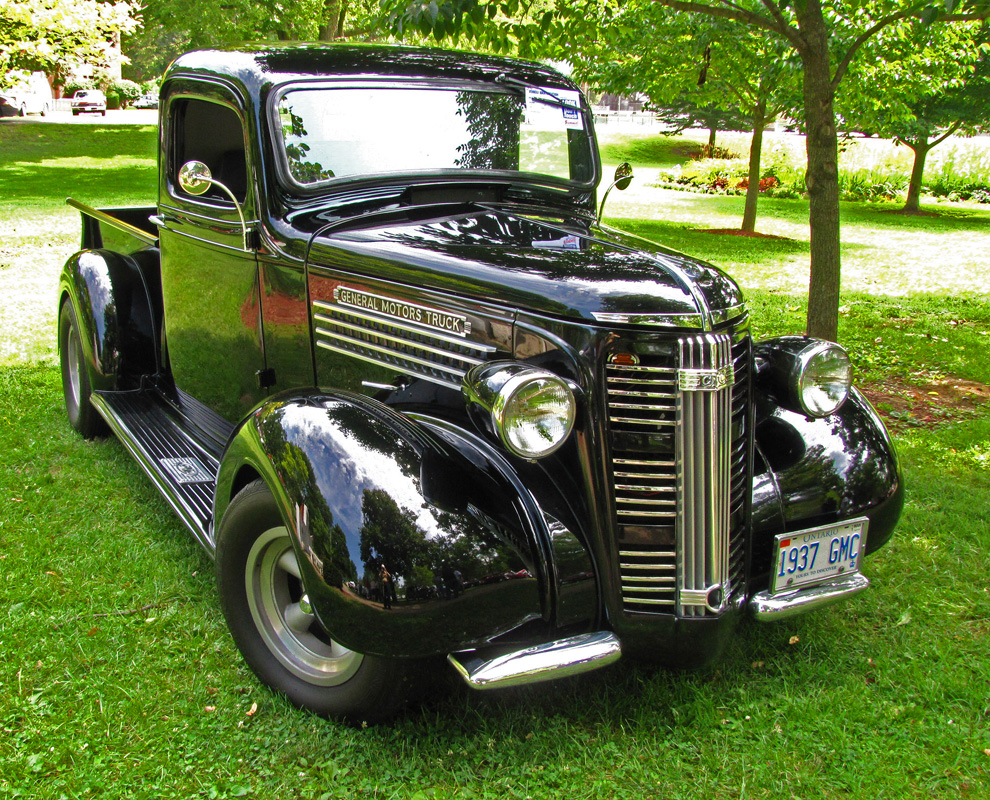
GMC T/F

W 1937 roku GMC wprowadziło do sprzedaży nowy model dużego pickupa, który został oparty na bazie bliźniaczej konstrukcji Chevroleta - modelu G/S. GMC T/R wyróżniał się charakterystyczną stylistyką dla modeli GMC lat 30. XX wieku, posiadając wyraźnie zaznaczone, zaokrąglone nadkola, a także wielokolorowe malowanie karoserii.

### Wersje
- T14B
- F14B

### Silnik
- L6 2.3l
- V8 3.5l